# God helg

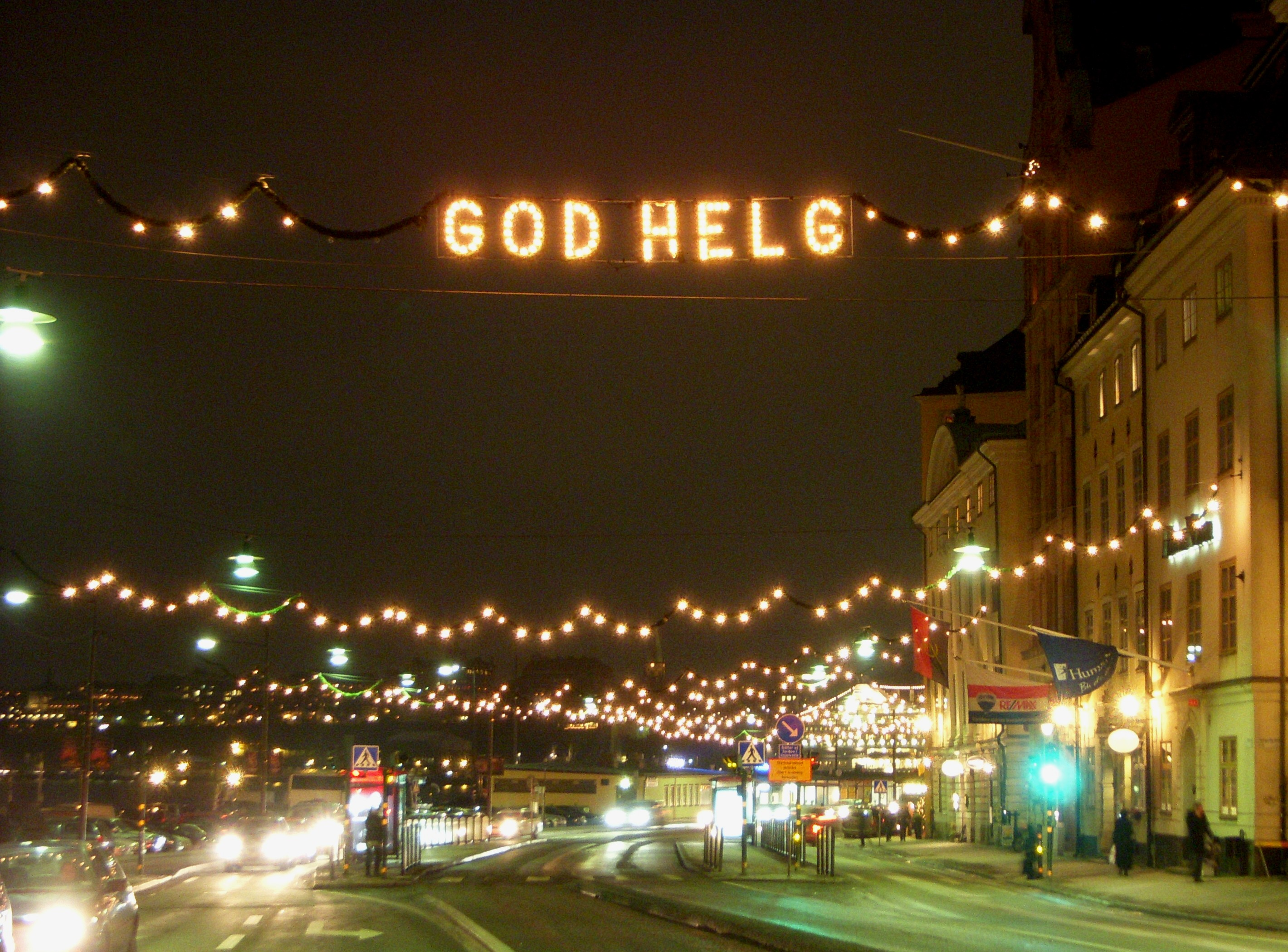
Ljusskylt med texten god helg på Skeppsbron i Stockholm 2008.

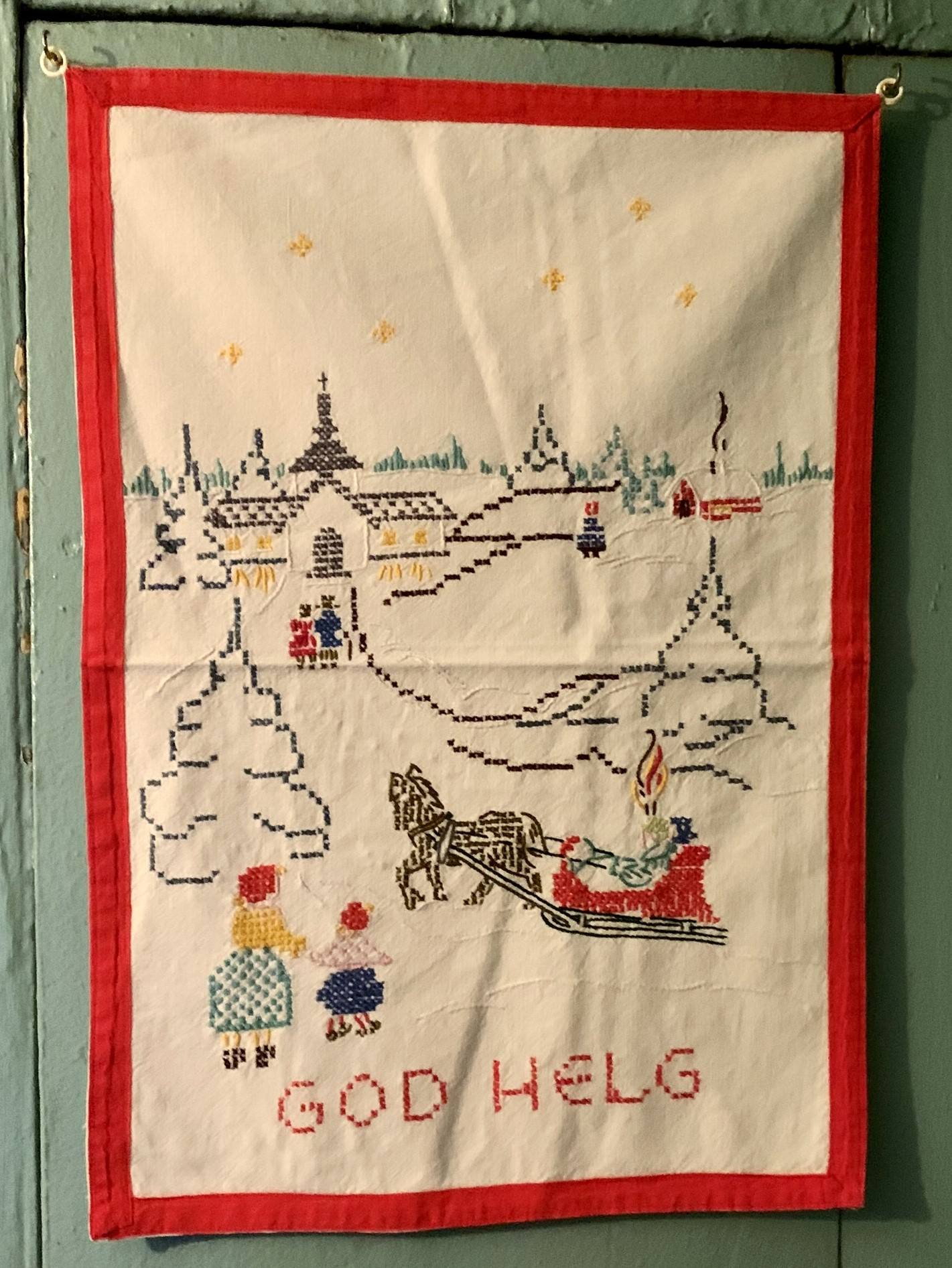
Broderi med julmotiv och texten "God helg". Utställd på Kulturen i Lund.

God helg är en säsongsrelaterad hälsning i samband med högtider. Från februari till september brukar man istället ofta önska varandra en glad högtid, exempelvis ”glad påsk” eller ”glad midsommar”. Inför vanliga veckoslut förekommer ”trevlig helg”.

## Olika hälsningar

### Välgångsönskningar i december
Före jul säger man ofta god jul och gott nytt år till dem som man inte förväntar sig att träffa förrän det blivit ett nytt år. När julen väl börjat, och det är till exempel annandag jul kan man säga god fortsättning. Efter tolvslaget på nyårsafton kan man önska varandra ett gott nytt år, och dagarna därefter kan man återigen säga god fortsättning. Framförallt fraserna ”god jul” och ”gott nytt år” förekommer enskilda eller i kombinationer i till exempel i julkort och julsånger.
Enligt folkvetts- och etikettexpert Magdalena Ribbing används ”god fortsättning” dels efter julafton fram till nyårsafton, och dels under dagarna efter nyårsafton. I det förra fallet avses enligt Ribbing en god fortsättning på julen, i det senare en god fortsättning på det nya året. Hon avråder från varianten ”gott slut”, som ibland används under slutet av ett år.

### Happy Holidays som neutral fras
Den engelska motsvarigheten Happy Holidays har under 2010-talet blivit vanlig i urbana miljöer i Nordamerika, där kulturblandningen gjort en religionsneutral välgångsönskning användbar. Under perioden oktober–januari (mellan alla helgons dag/halloween och trettondagen) firar vissa antingen halloween, Thanksgiving, advent, lucia, jul, chanukka, ramadan eller kwanzaa, men alla firar de helgdagar. Även på andra språk finns liknande motsvarigheter:

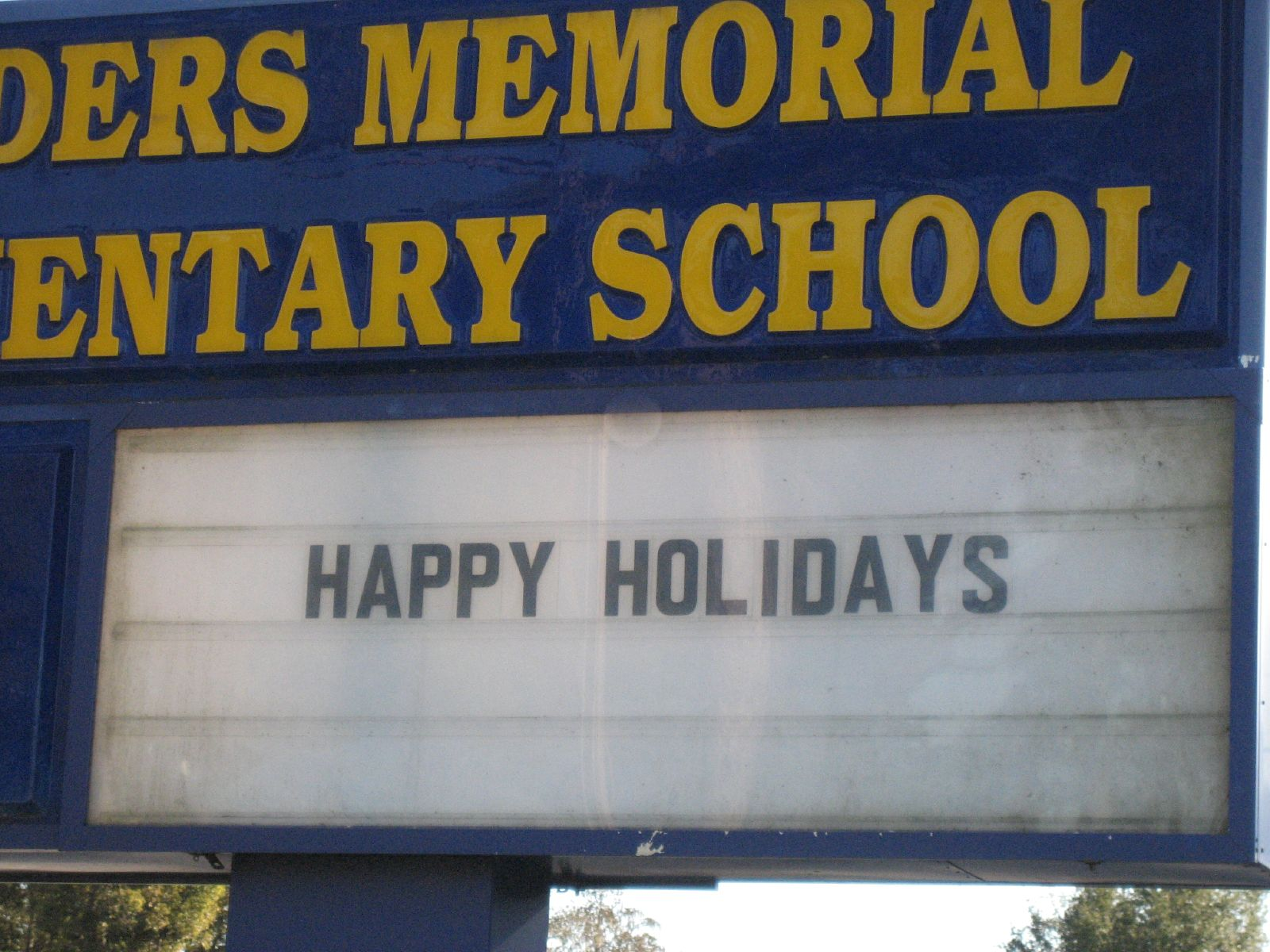
Hälsningen Happy Holidays vid en skola i Florida.

- Bulgariska – Весели празници (Veseli praznitsi)
- Engelska: Happy Holidays[2]
- Estniska – Häid pühi
- Franska – Joyeuses fêtes
- Grekiska – Καλές γιορτές (Kalés giortés)
- Italienska – Buone feste
- Lettiska – Priecīgus svētkus
- Litauiska – Linksmų švenčių
- Maltesiska – Il-Festi t-Tajba
- Nederländska – Gelukkige feestdagen
- Portugisiska – Boas festas
- Rumänska – Sărbători fericite
- Slovenska – Vesele praznike
- Spanska – Felices fiestas
- Tjeckiska – Veselé svátky
- Tyska – Schöne Feiertage
- Ungerska – Kellemes ünnepeket

Svenskans “god helg“ är även ett kortfattat alternativ till längre kombinationer med både ”jul” och ”nytt år”. Frasen kan också användas på norska.

## Ljud
- ”God jul och gott nytt år!” (fil)